# Novoduginskij rajon
Il Novoduginskij rajon (in russo Новодугинский район?) è un rajon dell'Oblast' di Smolensk, nella Russia europea; il capoluogo è Novodugino. Istituito nel 1929, ricopre una superficie di 1.935 chilometri quadrati e nel 2010 ospitava una popolazione di circa 10.000 abitanti.